# Ray Groenoord
Ray Groenoord is een personage uit de soap Goede tijden, slechte tijden. De rol werd gespeeld door Sebastiaan Labrie, die al eerder de rol van Olaf Zwart in Onderweg naar Morgen speelde. Labrie was te zien van 4 april 2003 tot 18 oktober 2005.

## Levensverhaal
Ray is al jarenlang gelukkig met zijn schoolliefde Pascale Berings. Maar Pascale is minder gelukkig, doordat Ray haar mishandelt. Ray blijkt losse handjes te hebben en reageert het vaak op Pascale af. Benjamin Borges weet echter op Pascale in te praten en Pascale verlaat Ray voor Benjamin. Ray kan het niet aanzien en probeert meerdere keren Pascale terug te winnen. Ray valt Benjamin en Pascale dan ook meerdere keren lastig, maar doordat Ray een politieagent is hebben Benjamin en Pascale geen poot om op te staan. Echter zoekt Pascale hulp bij Rays collega Henk. Henk gelooft Pascale en Henk besluit een gesprek aan te gaan met Ray. Ray belooft dan op zijn beurt Pascale met rust te laten. Eindelijk hebben Benjamin en Pascale rust en wanneer ze samen op vakantie gaan naar Egypte is de rust al snel weergekeerd. Ray probeert via hints Pascale naar de woestijn te lokken, maar staat perplex als hij opeens met Benjamin oog in oog staat. Benjamin en Ray belanden in een gevecht en vallen vervolgens samen van een klif af en belanden in een graftombe. Pascale en de lokale autoriteiten denken dat Ray en Benjamin zijn omgekomen en staken de zoektocht. Pascale gaat op haar beurt terug naar Meerdijk en laat Ray en Benjamin aan hun lot over.
Ray en Benjamin beleven samen enkele weken in de graftombe en weten zelfs vrienden te worden. Uiteindelijk worden Ray en Benjamin toch gevonden en eenmaal terug in Meerdijk ziet Ray dat zijn relatie met Pascale over is en weet dat Pascale beter bij Benjamin af is. Ook Janine Elschot blijkt dan geïnteresseerd te zijn in Ray. Dit niet omdat zij hem zo leuk vindt, maar meer op het verhaal in Egypte. Ray valt echter op zijn beurt meteen als een blok voor Janine, maar wil dit niet toegeven. Ray is te bang dat hij zijn agressie niet kan beheersen binnen een relatie. Ray en Janine bouwen ondertussen wel een vriendschap op en dan wordt ook Janine verliefd op Ray. Ray vertelt aan Janine dat hij nog niet toe is aan een relatie, maar Janine geeft niet op en langzamerhand krijgen Ray en Janine toch een serieuze relatie. Ray krijgt dan ook met behulp van Janine een baan als hoofd van de beveiliging voor Janines ex-man Ludo Sanders. Ray doet zijn werk erg goed en Ludo is erg tevreden over Ray. Het geluk lijkt Ray weer toe te komen, maar wanneer Pascale overlijdt wordt Ray verdacht van moord en wordt opgepakt. Ray die geen goed alibi kan geven wordt dan ook verdacht door Janine. Dit kwetst Ray en hij besluit een punt achter hun relatie te zetten. Uiteindelijk wordt Ray vrijgelaten en wordt door Janine gevraagd om bij haar in te trekken. Ray gaat akkoord en geeft zo hun relatie nog een kans.
Wanneer Ray dan op zijn beurt toe is aan een nieuwe uitdaging neemt hij ontslag bij Ludo en koopt samen met Dennis Alberts De Koning op. Het lijkt in het begin goed te klikken tussen de twee, maar langzaam komen de irritaties. Ray en Dennis liggen steeds in de clinch over het beleid van De Koning. Uiteindelijk sluiten de twee een weddenschap af: wie de meeste omzet binnenhaalt, mag De Koning runnen. Uiteindelijk weet Dennis een hogere omzet te scoren dan Ray en ook hier krijgen Ray en Dennis een fikse ruzie van. Als de twee in een gevecht belanden krijgt Dennis alleen maar de slappe lach en vraagt of hij Pascale ook zo sloeg. Door deze opmerking slaan bij Ray de stoppen door en hij slaat Dennis het ziekenhuis in. Dennis belandt in een coma en tegen de politie vertelt Ray dat zij zijn overvallen. Ray loopt vervolgens een tijdlang rond met dit geheim. Janine heeft echter niets door en Ray blijft gewoon normaal doen. Ray vertelt zelfs dat hij graag een kindje met Janine wil en Janine gaat akkoord. Echter blijft Janine stiekem de pil slikken, omdat Janine ook weer gevoelens heeft gekregen voor Ludo. Als Ray erachter komt dat Janine de pil slikt is hij ontzettend boos en gaat hij met Janine de confrontatie aan. Janine biecht op dat ze verliefd is op Ludo en dat ze hem onlangs heeft gezoend. Vervolgens kan Ray zijn mond niet houden en vertelt dat hij Dennis in coma heeft geslagen. Janine weet niet hoe ze moet reageren, maar weet wel dat ze niet verder met hem wil. Ray besluit zichzelf aan te geven.
Ray weet door een vormfout weer vrij te komen en gaat weer aan de slag in De Koning. Niemand kan Ray nog recht in de ogen kijken, maar hij krijgt veel steun van Suzanne Jacobs die op haar beurt ook iets doms heeft gedaan. Ray wordt langzamerhand verliefd op Suzanne en belandt meerdere keren met haar in bed. Suzanne krijgt ook gevoelens voor Ray, maar is binnenkort van plan om te vluchten. Suzanne vertelt dat het niets wordt met Ray en kort daarna vlucht Suzanne met Isabella Kortenaer uit Meerdijk.
Dan is voor Ray de maat vol. Zijn tijd in Meerdijk is geweest en Ray pakt zijn koffers. Ray gaat naar een klooster (Broekbergen), waar hij een tijdje kan doorbrengen om alles weer rustig op een rijtje te krijgen. Ray maakt zichzelf en door "zuster Vincenza" wijs dat ook Janine hier baat bij zou hebben. Ray weet Janine te ontvoeren en wanneer Ray en Janine samen zijn in Rays kamer worden de twee opgesloten. Door de actie van zuster Vincenza begint Ray beetje bij beetje weer helder na te denken. Hij maakt het goed met Janine en de twee bedrijven de liefde. Wanneer Janine en Ray door Ludo worden gered wil Ludo Ray iets aan doen, maar Ludo wordt tegengehouden door Janine. Ray weet echter op zijn beurt dat Janine niet gelukkig bij hem wordt en weet dat Janine het gelukkigst bij Ludo is. Ray neemt afscheid van Janine en Meerdijk.
Kort na Rays vertrek komt Janine erachter dat ze zwanger is. Aangezien het kindje van Ray is, wil Janine graag dat Ludo Ray gaat zoeken en wanneer Ludo Ray heeft gevonden, doet hij net of hij Ray niet kan vinden. Ludo wil dan het kindje erkennen en Janine gaat akkoord. Kort daarna gaat Janine op controle en wanneer blijkt dat Janines ongeboren zoontje een afwijking heeft besluit ze het kindje te aborteren.

## Relaties
- Pascale Berings (1996-2003)
- Janine Elschot (2003-2004)
- Suzanne Jacobs (2004-2005)
- Janine Elschot (2005)